# Kattlåda

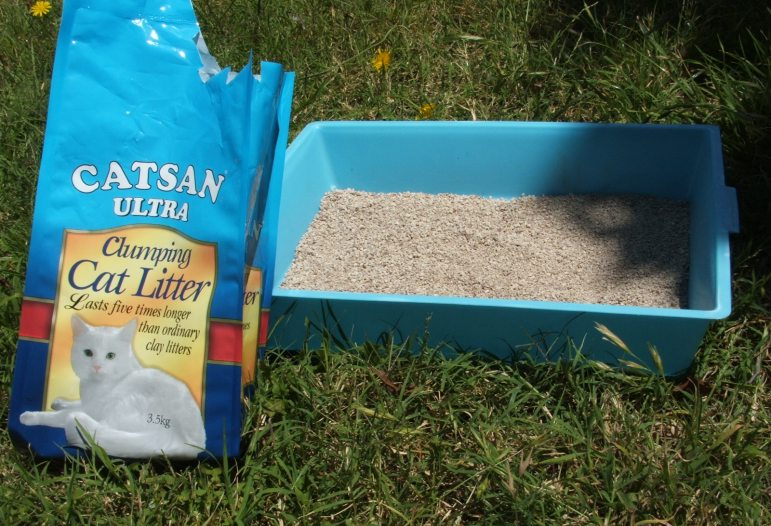
Kattlåda med kattsand.

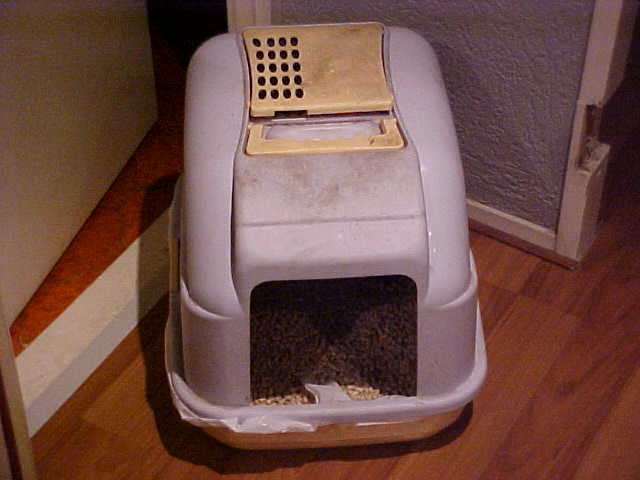
Kattlåda med tak.

En kattlåda är en låda, ofta tillverkad i plast, vars syfte är att göra det möjligt för en katt att uträtta sina toalettbehov inomhus. Kattlådan fylls med kattsand, kattströ eller pellets, som suger till sig vätska och minskar urinlukten. Regelbundet töms kattlådan på avföring och kattsand, rengörs (utan starka kemikalier, eftersom katter har känsligt luktsinne) och fylls med ny sand. Kattlådan placeras lämpligen i badrummet eller på annan avskild plats som katten har tillträde till. Vissa kattägare tränar upp sina katter till att uträtta behoven på den vanliga toaletten, för att på så sätt slippa använda kattlåda.

## Modeller
Det finns många modeller av kattlådor. Vissa har avtagbara tak och bildar små krypin, vilket gör att katten kan uträtta sina behov mer ostört, och minskar risken för att otrevliga lukter sprider sig.
Det finns kattlådor där urinen rinner igenom ett övre lager med strö, och hamnar i en undre behållare. En del urin fastnar i ströt, men när katten krafsar i lådan trillar även detta ned till den undre behållaren. Det som ligger i den undre lådan är komposterbart. Korvarna ligger kvar i den övre. En av fördelarna med denna typ av lådor är att ströpåsarna brukar vara lätta.